# 蘇賈區

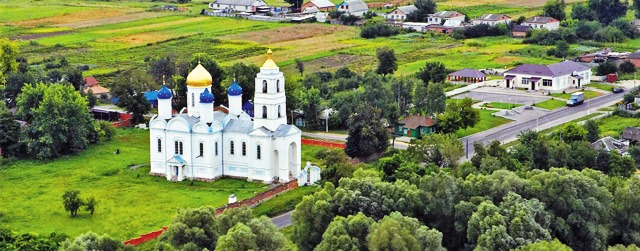

51°12′N 35°16′E / 51.200°N 35.267°E
蘇賈區（俄语：Суджанский район），是俄羅斯西部庫爾斯克州的一個區，面積996平方公里，2010年該區人口26,964，人口密度每平方公里27.07人。行政中心为苏贾。2024年8月库尔斯克州袭击期间，乌克兰军队攻入此地，8月15日起至2025年3月12日處于乌占库尔斯克州军事管制局控制下。2025年3月12日，俄羅斯重奪蘇賈市中心，乌军撤离苏贾及周边定居点。